# Alberto Tricarico
Alberto Tricarico (ur. 10 sierpnia 1927 w Gallipoli we Włoszech, zm. 27 czerwca 2024 w Rzymie) – duchowny katolicki, arcybiskup, nuncjusz apostolski.

## Życiorys
6 stycznia 1950 otrzymał święcenia kapłańskie i został inkardynowany do diecezji Gallipoli. W 1953 rozpoczął przygotowanie do służby dyplomatycznej na Papieskiej Akademii Kościelnej. 
28 lutego 1987 został mianowany przez Jana Pawła II nuncjuszem apostolskim w karjach Azji Południowo-wschodniej - Tajlandii, Singapurze, Laosie, i Malezji oraz arcybiskupem tytularnym Sistroniana. Sakry biskupiej udzielił mu 27 kwietnia 1987 ówczesny Sekretarz Stanu - kardynał Agostino Casaroli. Od 1990 był ponadto akredytowanym w Birmie.
26 lipca 1993 został przeniesiony do Sekretariatu Stanu jako oficjał. Na emeryturę przeszedł w 2002.